# Luuka Jones
Luuka Jones (Tauranga, 18 ottobre 1988) è una canoista neozelandese, specializzata nello slalom.

## Palmarès
- Olimpiadi

Rio de Janeiro 2016: argento nel K1.
- Campionati oceaniani di canoa slalom

Auckland 2018: argento nel C1;
Auckland 2020: argento nel C1;
Auckland 2021: oro nel C1 e nel K1.